# Marco Aceituno
Marco Tulio Aceituno Mejía (Cofradía, Honduras, 28 de diciembre de 2003) es un futbolista hondureño que juega como delantero en el Real España de la Liga Nacional de Fútbol de Honduras.

## Estadísticas

### Clubes
Actualizado al último partido disputado el 29 de enero de 2023.
| Club                 | Div.          | Temporada     | Liga  | Liga  | Copas nacionales | Copas nacionales | Copas internacionales | Copas internacionales | Total | Total |
| Club                 | Div.          | Temporada     | Part. | Goles | Part.            | Goles            | Part.                 | Goles                 | Part. | Goles |
| -------------------- | ------------- | ------------- | ----- | ----- | ---------------- | ---------------- | --------------------- | --------------------- | ----- | ----- |
| Real España Honduras | 1.ª           | 2021-22       | 7     | 2     | 0                | 0                | —                     | —                     | 7     | 2     |
| Real España Honduras | 1.ª           | 2022-23       | 13    | 1     | 0                | 0                | —                     | —                     | 13    | 1     |
| Real España Honduras | Total club    | Total club    | 20    | 3     | 0                | 0                | 0                     | 0                     | 20    | 3     |
| Total carrera        | Total carrera | Total carrera | 20    | 3     | 0                | 0                | 0                     | 0                     | 20    | 3     |

## Palmarés

### Distinciones individuales
| Distinción                                                     | Año  |
| -------------------------------------------------------------- | ---- |
| Incluido en el Once ideal del Campeonato Sub-20 de la Concacaf | 2022 |